# Kuhliidae
Kuhliidae é uma família de peixes da subordem Percoidei, superfamília Percoidea. Os peixes desta família são conhecidos como kuhilas, são nativas do Indo-Pacífico, podendo habitar ambientes de alta e baixa salinidade, como recifes de corais, mangues costeiros e fozes de rios.
As kuhilas são peixes alvos da pesca artesanal, sendo frequentemente encontradas sendo vendidas por pescadores litorâneos, mas além do consumo alimentar, esses peixes possuem também um valor ornamental, sendo comumente vendida como peixe ornamental, geralmente são mantidos em aquários de água salobra, mas se adaptam bem em aquários marinhos e de água doce.

## Espécies
- Kuhlia caudavittata (Lacépède, 1802)
- Kuhlia malo (Valenciennes, 1831)
- Kuhlia marginata (G. Cuvier, 1829)
- Kuhlia mugil (J. R. Forster, 1801)
- Kuhlia munda (De Vis, 1884)
- Kuhlia nutabunda Kendall & Radcliffe, 1912
- Kuhlia petiti L. P. Schultz, 1943
- Kuhlia rupestris (Lacépède, 1802)
- Kuhlia salelea L. P. Schultz, 1943
- Kuhlia sandvicensis (Steindachner, 1876)[8]
- Kuhlia sauvagii Regan, 1913
- Kuhlia xenura (D. S. Jordan & C. H. Gilbert, 1882)[8]